# Oxira olivacea
Oxira olivacea là một loài bướm đêm trong họ Noctuidae.